# پیاجو
پیاجو (به ایتالیایی: Piaggio) یک شرکت ایتالیایی است که در حوزه ساخت موتورسیکلت فعالیت می‌کند.
موتورسیکلت وسپا معروف‌ترین تولید این شرکت است.